# Åsak och Hjortsta
Åsak och Hjortsta är en bebyggelse i Hudiksvalls kommun i Gävleborgs län.  SCB avgränsade och namnsatte mellan 1990 och 2020 samt från 2023 denna bebyggelse till en småort. Den omfattar bebyggelse i de sammanvuxna byarna Åsak och Hjortsta i Högs socken.